# Сьодла
Сьодла (пол. Siodła) — село в Польщі, у гміні Заґнанськ Келецького повіту Свентокшиського воєводства.
Населення — 174 особи (2011).
У 1975-1998 роках село належало до Келецького воєводства.

## Демографія
Демографічна структура на день 31 березня 2011 року:
|          | Загалом | Допрацездатний вік | Працездатний вік | Постпрацездатний вік |
| -------- | ------- | ------------------ | ---------------- | -------------------- |
| Чоловіки | 81      | 14                 | 59               | 8                    |
| Жінки    | 93      | 13                 | 57               | 23                   |
| Разом    | 174     | 27                 | 116              | 31                   |